# 佐江戸町
佐江戸町（さえどちょう）は、神奈川県横浜市都筑区の町名。丁番を持たない単独町名である。住居表示未実施区域。郵便番号は224-0054（集配局：都筑郵便局）。

## 地理
都筑区南西部、多摩丘陵の東縁部に位置し、北で加賀原、東で池辺町、南で緑区鴨居・白山、南西で緑区上山・中山、西で緑区青砥町、北で川和町と隣接する。町域南部には鶴見川が流れ、支流の恩田川が合流している。最寄り駅は鴨居駅。主に住宅地として利用され、畑地や森林も残存する。

### 警察
町内の警察の管轄区域は以下の通りである。
| 番・番地等 | 警察署     | 交番・駐在所 |
| ---------- | ---------- | ------------ |
| 全域       | 都筑警察署 | 川和交番     |

### 地価
住宅地の地価は、2024年（令和6年）7月1日の神奈川県地価調査によれば、佐江戸町字杉崎375番4の地点で19万2000円/m²となっている。

## 歴史
川の合流する佐江戸は交通の要衝であった。鎌倉時代には武蔵国都筑郡佐江土郷と呼ばれた。戦国時代に猿渡内匠助が小机城（今の港北区小机町）の支城として佐江戸城を築いたとされる。猿渡氏は大國魂神社の神主家であった。隣の川和町でも川和城が築かれており、重要な地であったことが分かる。この頃は北条氏尭の領地であり、記録には北条氏尭が百姓に、今後は人夫役などを全て免除するとしたとある。
江戸時代以降は都筑郡佐江戸村であった。1671年に継立場を巡って中山村と対立。幕府は当村であると判断を下した。江戸後期には神奈川宿の助郷役となった。1889年の市町村制によって都筑郡都田村大字佐江戸に変更。1934年1月町制が施行されたことに伴い都筑郡川和町大字佐江戸に改称。1939年4月、横浜市港北区に編入され、大字佐江戸の地に佐江戸町を新設。米や小麦を中心とした農業が盛んだったが、やがて都市向けの野菜を栽培する近郊農業が盛んになる。1956年に池辺町と境界変更があった。1969年10月、横浜市の分区に伴い、緑区に編入。1994年11月、港北区・緑区の再編に伴い新設された都筑区に編入。
港北ニュータウンの開発による影響でマンション等も建つが、畑地や森林が多く残っている。

### 地名の由来
「西土」と書いた地名が「佐江戸」と変化したといわれている。中原街道を通ると江戸に着くことに由来している。荷物の受け渡しをする継立場が設置された。

## 世帯数と人口
2025年（令和7年）6月30日現在（横浜市発表）の世帯数と人口は以下の通りである。
| 町丁     | 世帯数    | 人口    |
| -------- | --------- | ------- |
| 佐江戸町 | 2,566世帯 | 5,479人 |

### 人口の変遷
国勢調査による人口の推移。
| 年                 | 人口  |
| ------------------ | ----- |
| 1995年（平成7年）  | 3,933 |
| 2000年（平成12年） | 4,376 |
| 2005年（平成17年） | 4,296 |
| 2010年（平成22年） | 4,387 |
| 2015年（平成27年） | 5,170 |
| 2020年（令和2年）  | 5,289 |

### 世帯数の変遷
国勢調査による世帯数の推移。
| 年                 | 世帯数 |
| ------------------ | ------ |
| 1995年（平成7年）  | 1,649  |
| 2000年（平成12年） | 1,825  |
| 2005年（平成17年） | 1,825  |
| 2010年（平成22年） | 1,931  |
| 2015年（平成27年） | 2,106  |
| 2020年（令和2年）  | 2,247  |

## 学区
市立小・中学校に通う場合、学区は以下の通りとなる（2024年11月時点）。
| 番地 | 小学校               | 中学校             |
| ---- | -------------------- | ------------------ |
| 全域 | 横浜市立都田西小学校 | 横浜市立都田中学校 |

## 産業

### 事業所
2021年（令和3年）現在の経済センサス調査による事業所数と従業員数は以下の通りである。
| 町丁     | 事業所数  | 従業員数 |
| -------- | --------- | -------- |
| 佐江戸町 | 290事業所 | 6,526人  |

### 事業者数の変遷
経済センサスによる事業所数の推移。
| 年                 | 事業者数 |
| ------------------ | -------- |
| 2016年（平成28年） | 265      |
| 2021年（令和3年）  | 290      |

### 従業員数の変遷
経済センサスによる従業員数の推移。
| 年                 | 従業員数 |
| ------------------ | -------- |
| 2016年（平成28年） | 5,068    |
| 2021年（令和3年）  | 6,526    |

## 交通

### 鉄道
町域内に鉄道は通っていない。以下の駅が利用できる。
東日本旅客鉄道（JR東日本）横浜線
- 鴨居駅
- 中山駅

横浜市営地下鉄グリーンライン
- 中山駅
- 川和町駅

### バス
- 横浜市営バス
  - 佐江戸バス停
  - 地蔵尊前（神奈川県）バス停
  - 神社前（横浜市都筑区）バス停
  - 弁天前（横浜市都筑区）バス停
  - 佐江戸中央バス停
- 東急バス
  - 佐江戸バス停

### 道路
- 東京都道・神奈川県道2号東京丸子横浜線（中原街道）

+ 神奈川県道12号横浜上麻生線（横浜上麻生道路）

## 施設
- 横浜市環境創造局都筑水再生センター
  - 都筑水再生センター第二ポンプ施設
- 横浜市都筑消防署佐江戸消防出張所
- 佐江戸農業専用地区
- 佐江戸公園
- 佐江戸おちあい公園
- 伊藤忠ユニダス株式会社
- パナソニック佐江戸事業所

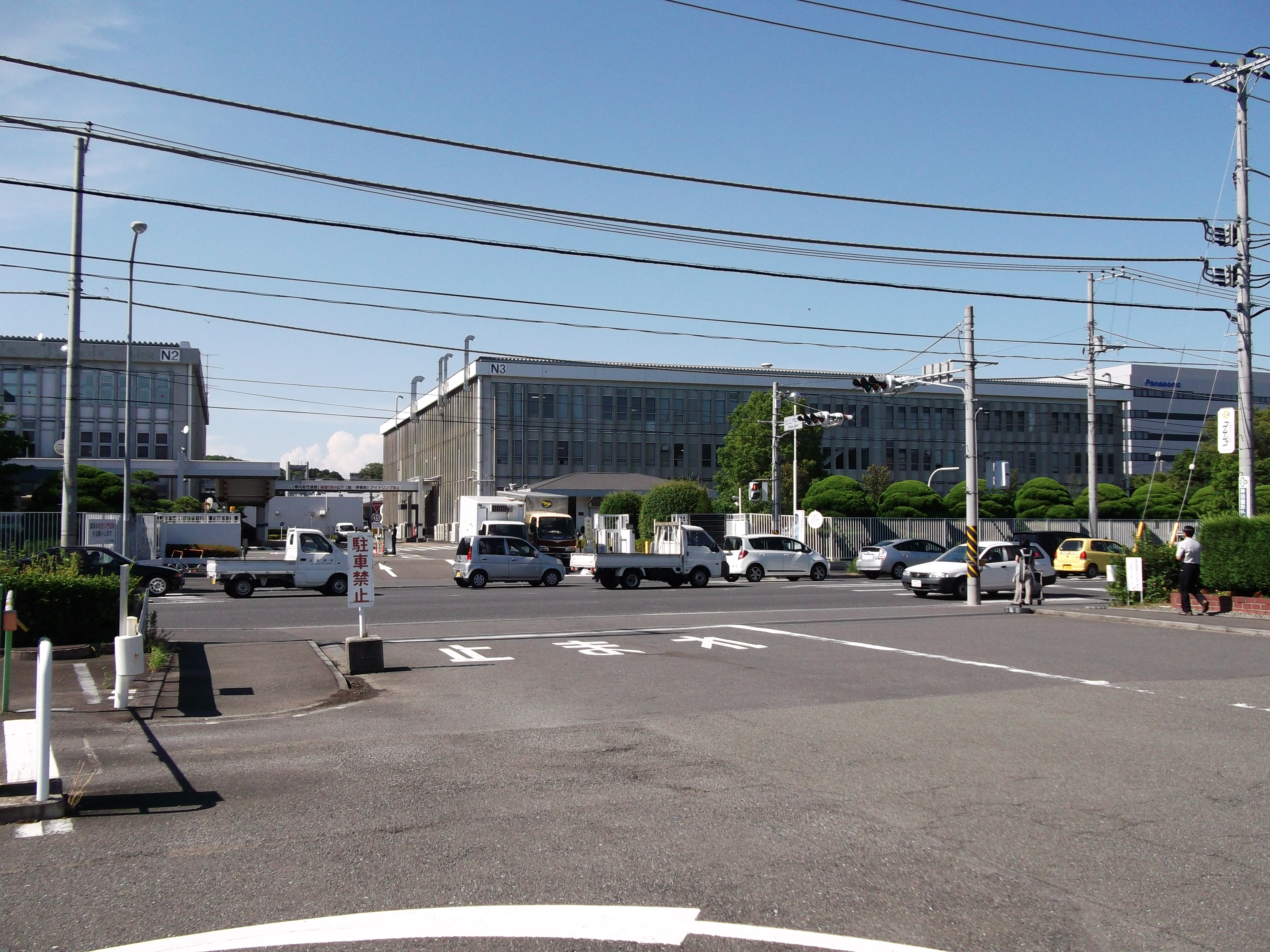
パナソニック佐江戸事業所

  - パナソニック オートモーティブシステムズ
  - パナソニック コネクト
  - パナソニック株式会社佐江戸車両試験場
- HORI本社
- 軽自動車検査協会神奈川事務所
- 東漸寺 - 高野山真言宗の仏教寺院。山号は佛法山。
- 無量寺 - 高野山真言宗の仏教寺院。山号は帰命山。
- 法因寺 - 日蓮正宗の仏教寺院。
- 杉山神社